# Ilse Hartmann-Tews
Ilse Hartmann-Tews (* 1956 in Düsseldorf) ist eine deutsche Sportsoziologin und Hochschullehrerin.

## Leben
Nach dem 1975 in Köln bestandenen Abitur studierte sie bis 1983 in Köln sowie im englischen Essex Sozialwissenschaft, Erziehungswissenschaft und Englisch. An der Universität zu Köln war Hartmann-Tews anschließend bis 1985 wissenschaftliche Mitarbeiterin am Institut für Soziologie und Sozialpsychologie. 1989 wurde in Köln ihre Doktorarbeit angenommen. 1995 schloss sie an der Deutschen Sporthochschule Köln ihre Habilitation (Titel: „Sport für alle!? Strukturwandel europäischer Sportsysteme im Vergleich: Bundesrepublik Deutschland, Frankreich, Großbritannien“). 1996 trat Hartmann-Tews an der Sporthochschule eine Professur für Geschlechterforschung im Sport an, welche sie bis 2014 innehatte. In dieser Zeit, nämlich von 1999 bis 2008, war sie an der Sporthochschule Dekanin für den Fachbereich II gehört von 2007 bis 2014 dem Senat an. 2012 nahm sie eine Gastprofessur an der Karl-Franzens-Universität Graz wahr. Des Weiteren wurde sie zwischen 2008 und 2013 vom Bundesinstitut für Sportwissenschaft als Fachgutachterin eingesetzt, von 2008 bis 2014 war Hartmann-Tews zudem im Fachbeirat Sportentwicklung des Deutschen Olympischen Sportbundes vertreten. Bei der Deutschen Vereinigung für Sportwissenschaft arbeitete sie von 1995 bis 1999 im Vorstand mit. Darüber hinaus brachte sie sich zwischen 2002 und 2005 beim Landessportbund Nordrhein-Westfalen als Mitglied des Ausschusses für Personalentwicklung und Weiterbildung ein. Auf länderübergreifender Ebene war Hartmann-Tews von 2003 bis 2007 Vizepräsidentin der internationalen Vereinigung für Sportsoziologie sowie von 1997 bis 2002 in Führungsgremien des „European College of Sport Science“ vertreten.
2014 wechselte Hartmann-Tews, die 2009 mit dem nordrhein-westfälischen Landespreis „Sport und Wissenschaft“ ausgezeichnet wurde, an der Sporthochschule Köln auf eine Professur für Soziologie und Sportsoziologie und übernahm die Leitung des Instituts für Soziologie und Genderforschung. Im September 2023 wurde sie mit der Goldenen Ehrennadel der Deutschen Vereinigung für Sportwissenschaft ausgezeichnet.
Zu den Schwerpunkten Hartmann-Tews’ wissenschaftlicher Arbeit zählen der Themenbereich Geschlecht und Geschlechterverhältnissen, etwa in der Sportberichterstattung, in Führungsgremien des Sports sowie in der Sportmedizin, der Komplex Ungleichheitsforschung, beispielsweise in Bezug auf das Geschlecht und soziale Schichten, sowie die Bereich Sport und Alter und der Schutz von Kindern und Jugendlichen im Sport.